# Typhlodromus religiosus
Typhlodromus religiosus är en spindeldjursart som beskrevs av Edward A. Ueckermann och Loots 1988. Typhlodromus religiosus ingår i släktet Typhlodromus och familjen Phytoseiidae. Inga underarter finns listade i Catalogue of Life.